# Obnovitelné zdroje energie v Norsku

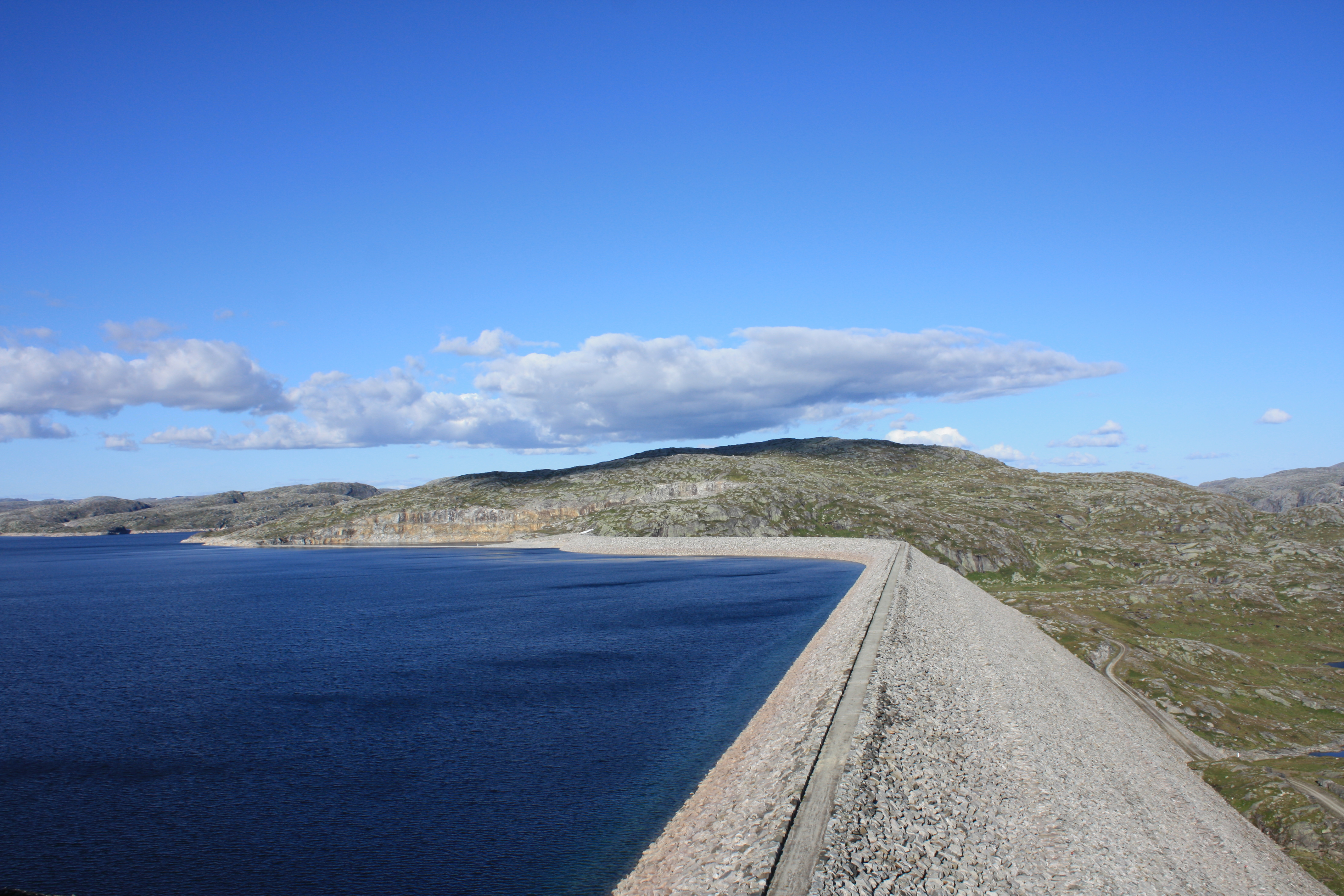
Vodní elektrárna Ulla-Førre má nainstalovaný výkon přibližně 2,100 MW

Norsko je velkým producentem energie z obnovitelných zdrojů, zejména kvůli dobrým zdrojům vodní energie. Přes 99% výroby elektřiny v pevninském Norsku je pokryto vodními elektrárnami. Celková produkce elektřiny z vodních elektráren činila 135,3 TWh v roce 2007. Je zde také veliký potenciál větrné energie, pobřežní větrné energie a přílivové energie, stejně jako výroby bio-energie ze dřeva. Norsko má naproti tomu omezené zdroje solární energie, ale je jedním z největších světových producentů křemíkových solárních článků, a to hlavně díky činnosti firmy Renewable Energy Corporation.

## Větrná energie

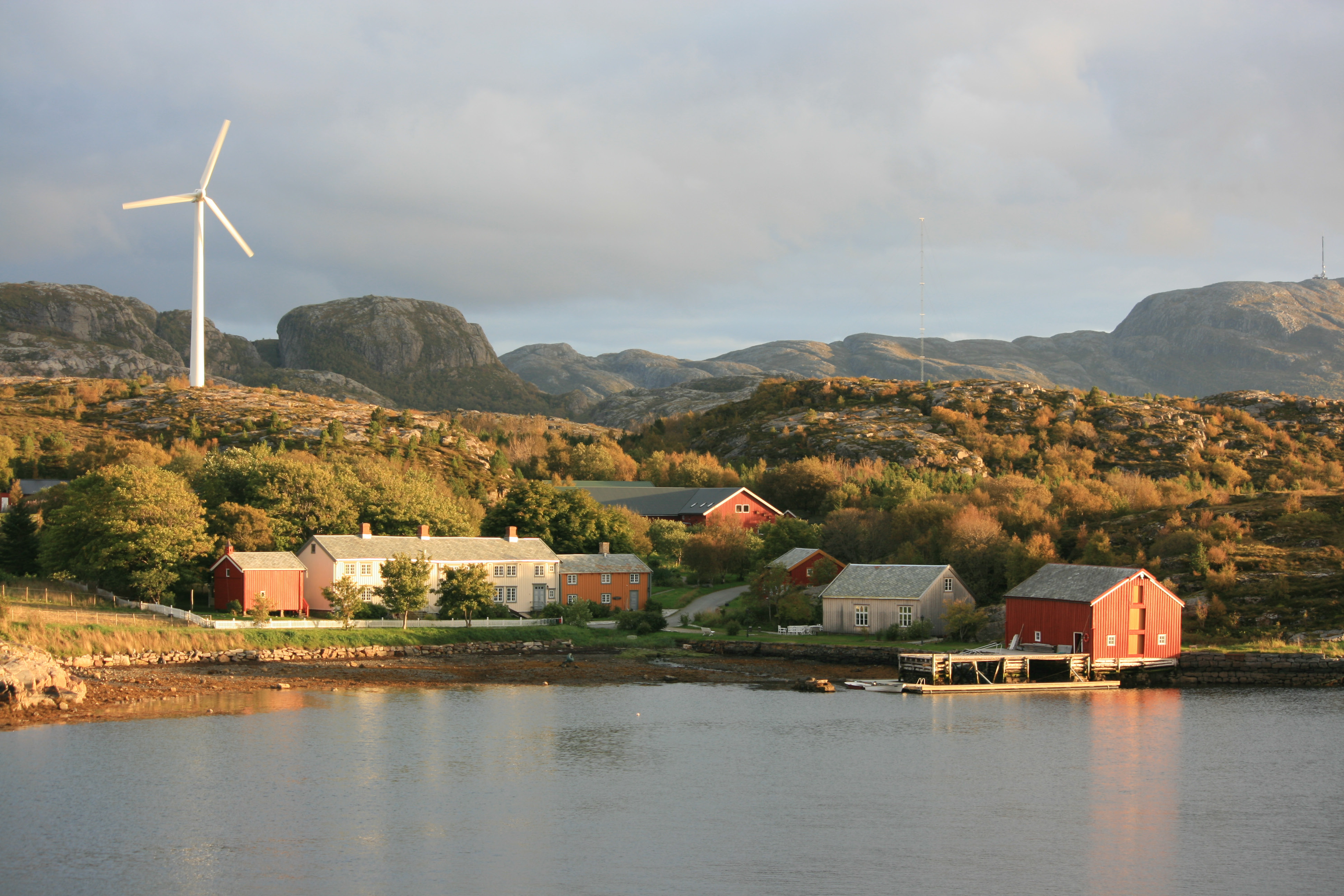
Větrná turbína v kraji Bjugn

V roce 2012 dosáhla v Norsku výroba elektřiny z větrných elektráren přibližně 1,6 GWh. Má v plánu ztrojnásobit tuto výrobu ze současných cca 700 MW na 2 GW do roku 2020.

## Doprava
V oblasti dopravy se podíl obnovitelných zdrojů energie zvýšil z 1,3 % na 4 % v letech 2005–2010 a v současnosti patří Norsko na jedno z předních míst v podílu elektromobilů na počet obyvatel ve světovém srovnání.